# André Lespagnol
Pour les articles homonymes, voir Lespagnol.
André Lespagnol est un enseignant et homme politique français né le 26 juillet 1943 à Crozon et mort le 11 septembre 2020, à Saint-Grégoire (Ille-et-Vilaine).
Agrégé d'histoire, il a enseigné au Québec, puis à l'université Rennes II. Ses travaux de recherche ont porté sur l'histoire maritime et sur la bourgeoisie marchande de Saint-Malo.
Il est président de l'université Rennes-II de 1991 à 1996, avant d'occuper les fonctions de recteur de l'académie de Reims (1998-2000) puis de Créteil (2000-2003), puis d'être élu en 2004 vice-président de la région Bretagne chargé de l'enseignement supérieur.

## Biographie

### Formation
André Lespagnol étudie dans les lycées de La Baule et de Saint-Nazaire avant de commencer ses études en histoire au collège universitaire de Nantes qui dépend alors de l'université de Rennes. Il continue ses études dans le supérieur en se rendant à la faculté des lettres de Rennes.

### Enseignements
André Lespagnol est reçu à l'agrégation d'histoire en 1965, et commence par enseigner un an au lycée Ambroise-Paré de Laval avant de devenir assistant à l'université de Montréal au Canada jusqu'en 1970. Il revient ensuite cette année-là en France pour exercer comme assistant à l'université Rennes-II. Il accède ensuite aux statuts de maître-assistant en 1978, de maître de conférences en 1984 et enfin de professeur d'histoire moderne en 1990 après avoir soutenu sa thèse de doctorat d'État en décembre 1989.

### Présidence de l'université Rennes 2

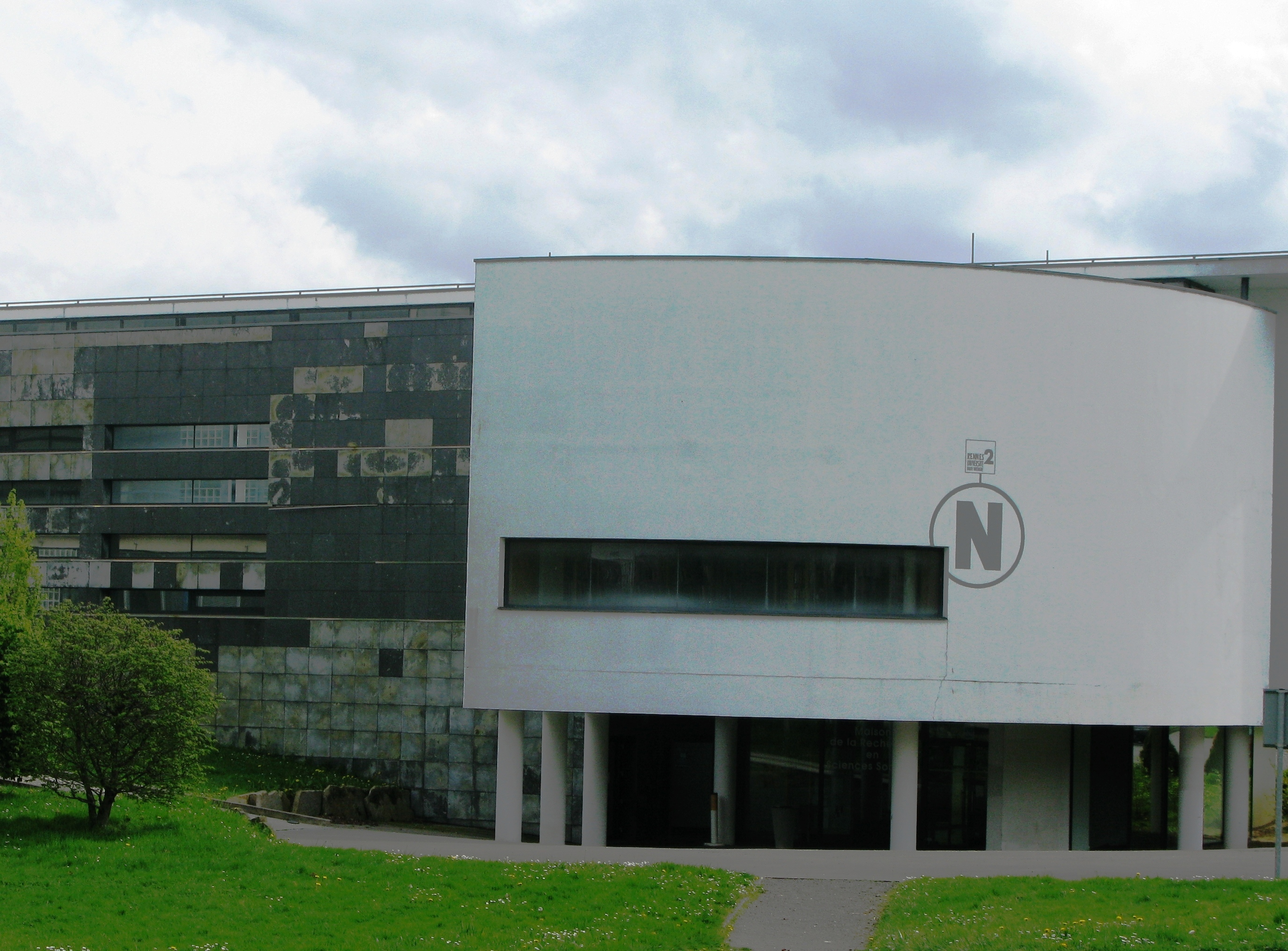
La Maison de la recherche en sciences sociales de l'université Rennes 2 dont la construction est décidée sous la présidence d'André Lespagnol.

André Lespagnol est élu à la présidence de l'université Rennes-II en 1991.
L'université développe ses infrastructures pendant sa présidence, avec l'ouverture du campus de La Harpe et d'un bâtiment des langues en 1993, et la création d'une Maison de la recherche en sciences sociales est arrêtée dans le plan de modernisation français université 2000.
Plusieurs évolutions structurelles sont aussi effectuées. Les Presses universitaires de Rennes, la maison d'édition de l'université, se modernise en révisant ses statuts. L'université passe aussi ses premières conventions avec le CNRS en 1995.
Jean Brihault, élu le 15 mars 1996, lui succède à la tête de l'université.

### Rectorat de l'académie de Reims
André Lespagnol est nommé recteur de l'académie de Reims le 25 novembre 1998, et prend ses fonctions le 2 décembre. Il s'occupe de plusieurs mesures dans la région, dont la relance de l'éducation prioritaire, la réforme des lycées, la mise en place du mouvement déconcentré du personnel du second degré, ou la mise en place de collèges multisites dans les zones rurales de la région pour éviter leurs fermetures. Il prépare aussi plusieurs contrats liant l'éducation et l'État, dont le contrat triennal liant l'académie au ministère, et le contrat de plan « État-Région ».

### Vice-présidence de la région Bretagne
En mars 2004, André Lespagnol est élu conseiller régional de Bretagne sur la liste d'union de la gauche et des Verts et devient vice-président chargé de l'enseignement supérieur, auprès du président Jean-Yves Le Drian. Il ne se représente pas en 2010.

## Publications
- André Lespagnol (dir.), Histoire de Saint-Malo et du pays malouin, Toulouse, Privat, coll. « Pays et villes de France », 1984, 324 p. (ISBN 2-7089-8230-3)
- Jean-Michel Gaillard et André Lespagnol, Les Mutations économiques et sociales au XIXe siècle, Paris, Nathan, coll. « université », 1984, 191 p.
- André Lespagnol, Jacques Cartier, Rennes, Ouest-France, coll. « Les Documentaires Ouest-France », 1984, 32 p. (ISBN 2-85882-670-6)
- Daniel Gélin, André Lespagnol et Jean Mounier, Saint-Malo, Rennes, Ouest-France, 1990, 114 p. (ISBN 2-7373-0672-8)
- André Lespagnol, Messieurs de Saint-Malo : Une élite négociante au temps de Louis XIV, Saint-Malo, L’Ancre de Marine, 1991, 867 p. (ISBN 2-905970-30-8), rééd. 2011, coll. Bretagne références, Presses universitaires de Rennes (P.U.R.)
- André Lespagnol, La Course malouine au temps de Louis XIV : entre l'argent et la gloire, Rennes, Apogée, coll. « Hommes et lieux de Bretagne », 1995, 188 p. (ISBN 2-909275-52-3)
- Alain Croix (dir.) et André Lespagnol (dir.), Les Bretons et la Mer, Rennes, Apogée, coll. « Images et histoire », 2005, 192 p. (ISBN 2-84398-199-9 et 2-7535-0197-1)
- Alain Cabantous (dir.), André Lespagnol (dir.) et Françoise Péron (dir.), Les Français, la Terre et la Mer : XIIIe – XXe siècle, Paris, Fayard, coll. « Images et histoire », 2005, 902 p. (ISBN 2-213-62414-3)
- Jean-Michel Gaillard et André Lespagnol, Mutations économiques et sociales : 1780-1880, Paris, Armand Colin, coll. « Fac. Histoire », 2005, 191 p. (ISBN 2-200-34381-7)

## Distinctions
- Chevalier de la Légion d'honneur, André Lespagnol est nommé chevalier le 8 avril 1998[9] et reçoit cette distinction le 19 juin de cette même année[10].
- Officier de l'ordre national du Mérite, il est directement promu au grade d'officier pour récompenser ses 36 ans de services civils et militaires le 14 novembre 2001[11].
- Commandeur de l'ordre des Palmes académiques, il est nommé ex officio au grade de commandeur lors de sa nomination en tant que recteur de l'académie de Reims.